# Ligue Haïtienne
Die Ligue Haïtienne ist die höchste Spielklasse des nationalen Fußballverbands von Haiti.

## Saison 2015
In der Saison 2015 nahmen die folgenden 20 Mannschaften am Spielbetrieb teil:
- Aigle Noir AC
- América FC
- AS Capoise
- AS Mirebalais
- AS Petit-Goâve
- Baltimore SC
- AS Cavaly
- Don Bosco FC
- FICA
- Inter de Grand Goave
- Ouanaminthe
- PNH FC
- Racine FC
- Racing FC
- RC Haïtien
- Roulado
- Tempête FC
- US LaJeune
- Valencia FC
- Violette AC